# Фришманн, Джастин
Джастин Элинор Фришманн (англ. Justine Elinor Frischmann, род. 16 сентября 1969 года в Туикнеме) — британская вокалистка и гитаристка, наиболее известная как лидер группы Elastica.

## Suede
Джастин Фришманн и Бретт Андерсон познакомились в 1989 году во время учёбы в Университетском колледже в Лондоне и стали встречаться.
В 1989 году сформировалось трио, которое стало называться «Suede»: Бретт Андерсон — вокал, Мэт Осман — бас-гитара, Джастин Фришман — гитара. По объявлению в журнале «New Musical Express» от 28 октября 1989 года был найден 19-летний гитарист Бернард Батлер. В октябре 1990 года демозапись «Suede» победила на конкурсе, и звукозаписывающая компания «RML» из Брайтона, директором которой был друг Османа, подписала контракт на выпуск 7 альбомов. Дебютный, так и не изданный сингл «Be My God/Art» разочаровал представителей из «RML», и они незамедлительно разорвали контракт со «Suede». В июне 1991 года к группе присоединился ударник Саймон Гилберт. В том же году Джастин покинула группу, отчасти из-за нежелания исполнять её песни, отчасти из-за прекращения романтических отношений с Бреттом.

## Elastica
Летом 1992 года Джастин Фришманн и Джастин Уэлч (англ. Justin Welch), выйдя из Suede, решили собрать собственную группу. Осенью того же года к ним присоединились бас-гитаристка Энни Холланд (англ. Annie Holland) и гитаристка Донна Мэтьюз (экс-The Darling Buds). Сначала состав назывался Vaseline, затем Onk и наконец, с весны 1993 года — Elastica.

## Личная жизнь
Встречалась с коллегой по группе Suede — Бреттом Андерсоном. С 1991 по 1998 год находилась в отношениях с вокалистом группы Blur, Деймоном Албарном. Песни группы «No Distance Left to Run» и «Tender» были посвящены их разрыву. В настоящее время она замужем за метеорологом профессором Яном Фалуна. Живёт и работает в США.